# Дорофєєв Федір Пантелейович
Дорофєєв Федір Пантелейович (рос. Дорофеев Федор Пантелеевич) — радянський російський журналіст, письменник, сценарист.
Народився 1 травня 1926 р. в Орловській області. Закінчив факультет журналістики Вищої партійної школи при ЦК КПРС. Працював у пресі.
Співавтор сценарію українського фільму «Друзі-товариші» (1959).